# Zoropsis longensis
Espèce
Zoropsis longensis est une espèce d'araignées aranéomorphes de la famille des Zoropsidae.

## Distribution
Cette espèce est endémique du Gansu en Chine. Elle se rencontre dans le xian de Jingning.

## Description
Le mâle holotype mesure 14,38 mm et la femelle paratype 20,26 mm.

## Étymologie
Son nom d'espèce, composé de long et du suffixe latin -ensis, « qui vit dans, qui habite », lui a été donné en référence au lieu de sa découverte, lǒng.

## Publication originale
- Wang, Wang & Zhang, 2020 : A new species of Zoropsis Simon, 1878 from China (Araneae: Zoropsidae). Acta Arachnologica Sinica, vol. 29, no 1, p. 9-12.